# Glaignes
Glaignes település Franciaországban, Oise megyében. Lakosainak száma 364 fő (2022. január 1.). Glaignes Orrouy, Béthisy-Saint-Martin, Rocquemont és Séry-Magneval községekkel határos.

## Népesség
A település népességének változása:
| Lakosok száma | 356  | 358  | 378  | 372  | 376  | 377  | 379  | 371  | 364  |
|               | 2013 | 2015 | 2016 | 2017 | 2018 | 2019 | 2020 | 2021 | 2022 |